# BEAT CRUSADERS ヒダカトオルのオールナイトニッポン
BEAT CRUSADERS ヒダカトオルのオールナイトニッポン(ビートクルセイダースヒダカトオルのオールナイトニッポン)は、ニッポン放送の深夜番組オールナイトニッポンで放送されていたラジオ番組。パーソナリティはロックバンド「BEAT CRUSADERS」のヒダカトオル。

## 概要
- 番組のコンセプトは、『DT(童貞)&SJ(処女)のためのピュアな音楽番組』としているが、その一方で、フリートーク、コーナー共に下ネタが多め。
- ヒダカが普段MCを行うとき同様、「チェックする」を「チェックスする」、「〜ました。」を「〜マシータ。」、「〜です。」を「〜ドェス。」と言う。
- 他の曜日に比べて、ゲストを呼ぶ回が非常に多い。また、スペシャルウィーク期間以外でのゲストは、大抵、BEAT CRUSADERSと交流のあるバンドのメンバーである。
- また、メンバーのカトウタロウが出る週が多く、準レギュラーのような形になっている。カトウは「またね」を「マタニティー」と言う。ヒダカはこれをよく「ウゼェ」と返すのが鉄板。

### 過去の出来事
- 2007年1月1日、放送開始。
- 2007年2月5日、来る4月9日のニッポン放送主催のライブイベント『オールナイトニッポン40周年始球式！らいぶはじめまAX』にて、『ニートクルセイダース』(後述)のコーナーで選出されたギタリストとBEAT CRUSADERSによるセッションを行うことを発表。またそれは、予告通りに実現された。
- 2007年4月30日、BEAT CRUSADERSのメンバー、マシータの入籍を、本人を交えて発表。お祝いとして、BEAT CRUSADERSの楽曲である『BE MY WIFE』の生演奏を送った。
- 2007年5月14日、前日にライブイベントが行われた都合、ニッポン放送からではなく、大勢のゲストを招いての沖縄からの生放送となった。
- 2007年7月24日、前日に松山にて全国ツアーの公演を行ったため、イベンターの事務所を借りて、松山から生放送を行った。
- 2007年10月15日、ニッポン放送地下にあるイマジンスタジオにて、事前に募集したリスナー100人を招いてのアンプラグドライブ形式の放送を行う。
  - リスナーは全員、お面をつけての参加となった。
- 2007年12月31日、ヒダカはCOUNTDOWN JAPANのGALAXY STAGEで、前番組「ヤンピース」から7時間生放送を行った。
  - ただし、自社番組などを放送する局はいつもと同じく2時間放送となっているところもある。
- 2008年12月15日、番組から重大発表、ヒダカは12月いっぱいでオールナイトニッポンを降板し番組を終了します。
- 2008年12月29日、放送終了。

## コーナー

### お面の告白
番組開始時 - 2007年2月12日
- 普段人には言えないことをラジオで教えてもらうもの。

### メンtune ミュージックストア
2007年3月5日 - 2007年3月19日
- ヒダカトオルのオールナイトニッポンが経営し、毎週独自のランキングを発表する事で業界から熱い注目を集めているCDショップという設定で、その当時世間を騒がしている話題をテーマにして、そのときに売り上げが伸びた曲を勝手に想像して送ってもらっている。

（例：「飯島愛さんの引退騒動」を受けて、アイアイ（童謡）の売り上げが伸びた）
- このコーナーにより、お面の告白は終了した（予告無し）。
- このコーナーも予告無しに終了した模様で、コーナーとしては3回の放送で終了した。

### NEET CRUSADERS
番組開始時 - 2008年1月7日
- 音楽ニート（初心者及びこれから音楽をはじめようとしている人）たちからの質問に答えつつ、最終的には彼らでNEET CRUSADERSというバンドを結成するというコーナー。
- だいたい、2時の時報とともに始まる。
- 毎週課題を出し、それを全てクリアした人達でオーディションのようなものを行って、メンバーを選別していく。
- 選出されたギタリストは2007年4月9日、SHIBUYA-AXにて開催されるニッポン放送主催のライブイベント『オールナイトニッポン40周年始球式！らいぶはじめまAX』 にて、出演メンバーとともに、セッションなどを行った。
- 『らいぶはじめまAX』終了後、全国ツアー中のBEAT CRUSADERSの指定されたライブ内にて、第二回のオーディションが行われた。
- その後は当初の質問形式に戻りつつ、リスナーと電話を介してギターセッションをしていくコーナーになった。
- また、送られてきたデモテープを流し、それに対して音楽的アドバイスを送る週もある。
- コーナー終了間際の週から、ライブでのマナーについての議論も繰り広げるようになり、その時間帯はマナークルセイダースと呼ばれる。

### エロ3コード
番組開始時 - 2007年7月24日(？)
- 普通の行動とエロい行動を送ってもらうもの。

（例：普通の記号はピリオドだが、エロい記号はコンマ）
- 鉄板ネタとして、植草教授シリーズや、1字違いシリーズがある。また、極稀にコアな下ネタを送るリスナーもいた。
- 下記の「エロイ陸上」が始まってからは放送されていない。

### エロイ○○
エロイ陸上　2007年7月31日 - 2007年8月20日
エロイ柔道　2007年9月3日 - 2007年9月17日
エロイレスリング　放送なし
エロイバレー　2007年11月19日
エロイ高校サッカー　2008年1月7日
- とにかくエロイと思う言葉・モノ・フレーズ・シチュエーションなどを送ってもらうもの。
- 「エロイ陸上」から、カトウタロウがオダユウゾウ（織田裕二をもじっている）というキャラクターで登場する。
- エロイレスリングが「放送なし」というのは、予告当時、世界レスリングが開かれていたのだが、その後このコーナーを放送しない週や番組自体が休止の週があったため、世界バレーと重なり、コーナー名が変わったためである。

### ビートクル性教育
2007年2月5日〜2008年1月7日
- 人にはなかなか聞けない性に関する悩み相談を解決していくというもの。
- 稀に、リスナーからの性に関する忠告が送られてくることもあった。

### ロック総理
2007年8月7日〜2008年1月7日
- 「もしロックが総理大臣になったら日本はこう変わる」というネタを送ってもらうもの。
- 最初は週テーマとして募集したのだが、あまりにもリスナーの反応が良かったので急遽コーナー化された。

### ミュージックアーカイブ
番組開始時 - 2007年4月16日
- 2時40分ごろから始まる
- ヒダカが選んだ往年のミュージシャンを紹介し、彼らの曲をかけるコーナー。
- BGMは「ヴェイパー・トレイルズ(ヴィーティーズ)」の「Don't Worry Baby」（邦題:サーフ・サイド・フリーウェイ）。なお、ヒダカは『ベストヒットUSA』のようなコーナーにしたいと発言している。

### ヒダカ博士の愛した数式
2007年4月23日 - 2008年1月7日
- 『ミュージックアーカイブ』がリニューアルされたコーナー。
- 音楽の方程式をヒダカトオルと考えたりするというのがコーナーコンセプト。
- ニートクルセイダースが中心に放送されていた時期は、このコーナーが放送されないことが多かったが、後半はゲストと一緒にこのコーナーを行うことが多かった。

#### ロック・理論学部
2008年1月14日 - 2008年9月22日
- 『ヒダカ博士の愛した数式』がリニューアルされたコーナー。
- 中州産業大学音楽科のコーナーの一つ。
- 2時台の時報と共にスタートした。
- 基本的なテーマは前コーナーと同じだが、このコーナーでは毎週あるアーティストの数式をリスナーに宿題として募集する。

#### ロック・レジェンド学部（ロック・トリビア学部）
2008年1月14日 - 2008年3月24日
- 中州産業大学音楽科が始まった週からのコーナー。
- ロックにまつわる「伝説」を、毎回ロック行商人たちが語る。
- また、リスナーからの投稿も募集していた。
- コーナー後半には「ロック･トリビア学部」としてスタートしたが、これも2週ほどで終了した。

### This week No2！
2008年1月14日
- その週のオリコンチャート2位の曲が、何故1位を取れなかったかを考えて送ってもらうコーナー。
- このコーナーも、一週の放送限りで終了した。

### ザ・ライバル
番組開始時 - 2008年2月4日
- 2時10分頃から毎週放送されていたコーナーで、光上せあらと宮脇詩音の二人が毎回、様々な勝負を行う。
- コーナー開始当初は、ヒダカたちとは別のスタジオで収録したものを放送していたが、途中からヒダカと同じスタジオに入り、セッションをかけた対決が毎週行われた。
- 2008年2月4日の放送で二人は卒業。その日の放送では、二人がBEAT CRUSADERSの「HIT IN THE USA」を演奏した（光上はギター，宮脇がピアノを担当）。

### MCDT
2008年1月14日 - 2008年12月22日
- DTの心の叫びをラッパー風にして送ってもらうコーナー。

### ストップ ザ エレクチオン
2008年1月14日 - 2008年12月22日
- 温暖化が進み叫ばれるエコな時代に、無駄なアイドリングをストップさせるなら、無駄なエレクトも止めるべきだというコンセプト。
- とにかく萎えさせるネタを送ってもらうコーナー。

### 中州産業大学音楽科
2008年1月14日 - 2008年12月22日
- 2時台のコーナーを一括りにこの名前で呼ぶ。
- コーナーは以下の通り。

#### バンドマン生活向上クラブ
2008年9月29日 - 2008年12月22日
- 楽器の質問やバンドを組む上での質問にヒダカ教授が答えるコーナー。
- 以前放送されていた「NEET CRUSADERS」に近い。

#### ロック・パンク学部 パンクス・ノット・デット
- この行動や状態はパンクか？ということを送ってきてもらうコーナー。
- 基本的に笑えるネタが多く、最近[いつ?]ではヤマネ（あるリスナーの友人）シリーズが鉄板となっている。

#### ロック・マナー学部
- 『マナークルセイダース』がリニューアルされたコーナー。
- 内容は、ライブマナーについて意見を出し合うもの。

### 聴かず嫌い王
2008年2月25日 - 2008年12月22日
- とんねるずのみなさんのおかげでしたの「新・食わず嫌い王決定戦」をモチーフとしたゲストクイズコーナー。
- その日のゲストが選曲した3曲のうちゲストの嫌いな1曲を、ヒダカが当てる。

### ロクオタ
番組開始時 - 2008年12月29日
- いわゆるフツオタ（普通のお便り）を読むコーナー。
- 元々はコーナーの合間に、面白いものがあれば読まれていた。
- 2008年7月頃から、番組の後半でロクオタを読む時間を設けている。

## エンディングテーマ
- ハリー・ニルソン『うわさの男』

## ゲスト
- BEAT CRUSADERSのメンバーとザ・ライバルの二人の出演についてはそれぞれの年の最後にまとめる。
  - なお、ザ・ライバルの二人はヒダカと同じスタジオに入ったときの回のみを数える。

### 2007年
- 2月12日:『らいぶはじめまAX』出演バンドメンバー
  - Base Ball Bear（小出祐介、関根史織、湯浅将平、堀之内大介）
  - 椿屋四重奏(中田裕二のみ)
  - ジン（ひぃたん、もとき、ハルカ）なお、ドラムの哲之は急病により欠席。
- 2月19日:ダイノジ、相澤仁美
- 2月26日:竹村あきら
- 3月19日、4月2日:サイトウ"JxJx"ジュン
- 4月9日：『らいぶはじめまAX』出演バンドメンバー他
  - Base Ball Bear（小出祐介、関根史織、湯浅将平、堀之内大介）
  - ジン（ひぃたん、もとき、ハルカ、哲之）
  - 椿屋四重奏（中田裕二のみ）
  - YOUR SONG IS GOOD（サイトウ"JxJx"ジュン、タナカ"ズィ〜レイ"レイジ）
  - 第一回ニートクルセイダースギタリストオーディション優勝者
- 4月16日：SEAMO
- 4月23日：マキシマムザホルモン（ダイスケはん、ナヲ）
- 4月30日：サイトウ"JxJx"ジュン、10-FEET
- 5月7日：RYUKYUDISKO
- 5月14日：『サーガは気まぐれ』出演バンドメンバー
  - ASPARAGUS（渡邊忍、一瀬正和）
  - TROPICAL GORILLA（Cim、MxTxRx、8P）
  - YOUR SONG IS GOOD（ヨシザワ"モ〜リス"マサトモ、タナカ"ズィ〜レイ"レイジ）
  - スカイメイツ(リノ、あーちゃん)なお、この二人は出演メンバーではない。
- 5月21日：TOSHI-LOW（OVERGROUND ACOUSTIC UNDERGROUND、BRAHMAN）
- 5月28日：メロン記念日
- 6月4日：SPECIAL OTHERS
- 6月11日：青田典子
- 6月18日：土屋礼央・奥村政佳（RAG FAIR）
- 7月9日：MONGOL800、スカイメイツ、Remark Spirits
- 7月16日：the ARROWS（坂井竜二、坂井"CANDY"昌英）
- 7月30日：TRICERATOPS
- 8月13日：ジン
- 8月20日：the brilliant green
- 9月10日：斉藤和義
- 10月1日：斉藤安弘
- 10月8日：Pabo（里田まい、スザンヌ、木下優樹菜）
- 10月15日：BEAT CRUSADERS
- 10月22日：monobright
- 11月19日：増子直純（怒髪天）
- 12月3日：電気グルーヴ
- 12月17日：メロン記念日
- 12月31日：umu（元・BEAT CRUSADERS）、山里亮太（南海キャンディーズ）、宮藤官九郎（グループ魂）、Scoobie Do、YOUR SONG IS GOOD（サイトウ"JxJx"ジュン、タナカ"ズィ〜レイ"レイジ）、星野源（SAKEROCK）、monobright、中川翔子、ダイノジ、ダイスケはん（マキシマムザホルモン）、吉村秀樹（bloodthirsty butchers）、松井亮（the brilliant green）
  - なお、南海キャンディーズ山里とはヤンピースのカウントダウンスペシャルでも共演（山里亮太とヒダカトオルのヤンピースカウントダウンスペシャルとして）。

- カトウタロウ：1月15日、2月19日、4月9日、7月30日 - 12月17日
- マシータ：4月9日、4月30日、5月21日、5月28日、7月30日 - 9月17日
- ケイタイモ：5月21日、8月6日 - 9月17日、10月8日
- クボタマサヒコ：5月14日
- 光上せあら：9月17日、10月22日 - 12月17日
- 宮脇詩音：10月1日、10月22日 - 12月17日

### 2008年
- 1月28日：bonobos（蔡忠浩、佐々木康之、森本夏子）
- 2月4日：木村カエラ
- 2月25日：加藤ヒサシ（THE COLLECTORS）
- 3月17日:スカイメイツ
- 3月31日:オカモト"moby"タクヤ（Scoobie Do）
- 4月14日:槇原敬之
- 4月21日:マーティ・フリードマン
- 4月28日:永友聖也（キャプテンストライダム）
- 5月5日:宮沢和史、マルコス・スザーノ、宮川剛、土屋玲子（GANGA ZUMBA）
- 5月12日:サイトウ"JxJx"ジュン、ハットリ“ショーティ”ヤスヒコ（YOUR SONG IS GOOD）
- 5月26日:倖田來未、AFRA & INCREDIBLE BEATBOX BAND
- 6月9日:KENJI RAZORS、KRASH（RAZORS EDGE）、菅原卓郎、中村和彦（9mm Parabellum Bullet）
- 6月23日:DAITA、KEITA(BINECS)
- 6月30日:ZUKAN
- 7月7日:Ohyama "B.M.W" Wataru、ヒイズミマサユ機、suzumoku（pe'zmoku）
- 7月28日:井戸勝英、大日野武則（Yacht.）
- 8月4日:RYUKYUDISKO
- 8月18日:lecca
- 9月8日:カジヒデキ
- 9月22日:KYONO（WAGDUG FUTURISTIC UNITY）、COM.A
- 9月29日:BREMEN (バンド)

- カトウタロウ：1月7日 - 2月25日、4月21日 - 4月28日、6月2日 - 6月23日
- ケイタイモ：1月14日 - 1月28日、6月2日
- マシータ:6月2日
- クボタマサヒコ:6月2日
- 光上せあら：1月7日 - 2月4日
- 宮脇詩音:1月7日 - 2月4日、8月11日

## 代理番組

### 2007年
- 1月29日:清木場俊介（清木場俊介のオールナイトニッポン）
- 3月26日:小泉今日子（小泉今日子のオールナイトニッポン）
- 6月25日:安室奈美恵(安室奈美恵のオールナイトニッポン)
- 8月27日　オールナイトニッポン40周年武道館ライブスペシャル　（パーソナリティ：荘口彰久）
- 9月24日:パク・ヨンハ（パク・ヨンハのオールナイトニッポン）
- 10月29日:jealkb（jealkbのオールナイトニッポン）
- 11月5日:鬼束ちひろ（鬼束ちひろのオールナイトニッポン）
- 12月10日:新垣結衣（新垣結衣のオールナイトニッポン）
- 12月24日 第33回ラジオ・チャリティー・ミュージックソン（メインパーソナリティ：赤西仁・田口淳之介<KAT-TUN>）
  - ヒダカはゲストで登場し、アコースティックギターによる生歌を披露した。

### 2008年
- 3月3日：川上未映子（川上未映子のオールナイトニッポン）
- 3月10日：平井堅（平井堅のオールナイトニッポン）
- 5月19日：松田聖子（松田聖子のオールナイトニッポン）
- 6月16日：jealkb（jealkbのオールナイトニッポン）
- 8月25日：千原ジュニア（千原ジュニアのオールナイトニッポン）
- 9月1日：中川翔子（中川翔子のオールナイトニッポン）
- 10月20日：SPEED（SPEEDのオールナイトニッポン）
- 11月17日：大東俊介（大東俊介のオールナイトニッポン）

## スタッフ
- ディレクター:木村
- 構成作家:高井